# Kia McNeill
Kia Janenn McNeill (* 15. Mai 1986 in Avon, Connecticut) ist eine ehemalige US-amerikanische Fußballspielerin und -trainerin.

## Karriere

### Verein
In der Saison 2008 spielte McNeill beim schwedischen Erstligisten Kristianstads DFF. Von 2009 bis 2011 absolvierte sie je eine Saison bei den WPS-Franchises Saint Louis Athletica, Atlanta Beat und Philadelphia Independence. Nach einem kurzen Abstecher zum russischen Erstligisten FK Rossijanka, bei dem in diesem Zeitraum auch Leigh Ann Robinson und Yael Averbuch unter Vertrag standen, kehrte sie im Sommer 2012 in die USA zurück und schloss sich bis zum Jahresende New York Fury in der WPSL Elite an.
Im Februar 2013 wurde McNeill als sogenannter Free Agent von der NWSL-Franchise der Boston Breakers verpflichtet. Ihr Ligadebüt gab sie am 14. April 2013 gegen Washington Spirit, kurz vor Saisonbeginn 2014 verließ sie die Breakers.

### Nationalmannschaft
McNeill spielte für die US-amerikanischen Nachwuchsteams in den Altersstufen U-19 und U-23.